# Cineritele de Nutasca - Ruseni
Cineritele de Nutasca - Ruseni (monument al naturii) este o arie naturală protejată de interes național ce corespunde categoriei a III-a IUCN  (rezervație naturală de tip geologic) situată în sud-vestul Moldovei, pe teritoriul comunei Cleja din județul Bacău.
Respectiva arie protejată include depozite sedimentare piroclastice de cenușă vulcanică cimentată expuse la zi, respectiv cinerite andezitice și fragmente mari de andezite (numite cinerite de Nuțasca-Ruseni), intercalate în sedimente. Originea lor, controversată, este atribuită fie vulcanismului de pe latura vestică a Carpaților Orientali, fie unor manifestări vulcanice extracarpatice asociate fracturilor crustale scitice din timpul orogenezei stirice.
Rezervația se află pe dealul Pătul (în maghiară Pötul)), situat la sud de satul Cleja și numit de comunitatea locală de ceangăi Táltos sau Esztenka (în română Stânca). Sub vârful dealului se află un izvor, care, conform opiniei scriitorului Attila Sántha⁠(hu)[traduceți] ar putea fi asociat cu o legendă veche întâlnită la ceangăii din Moldova, despre o fântână parfumată. De asemenea, din sat până la vârf se întinde o Cale a Sfintei Cruci.

## Localizare și istoric

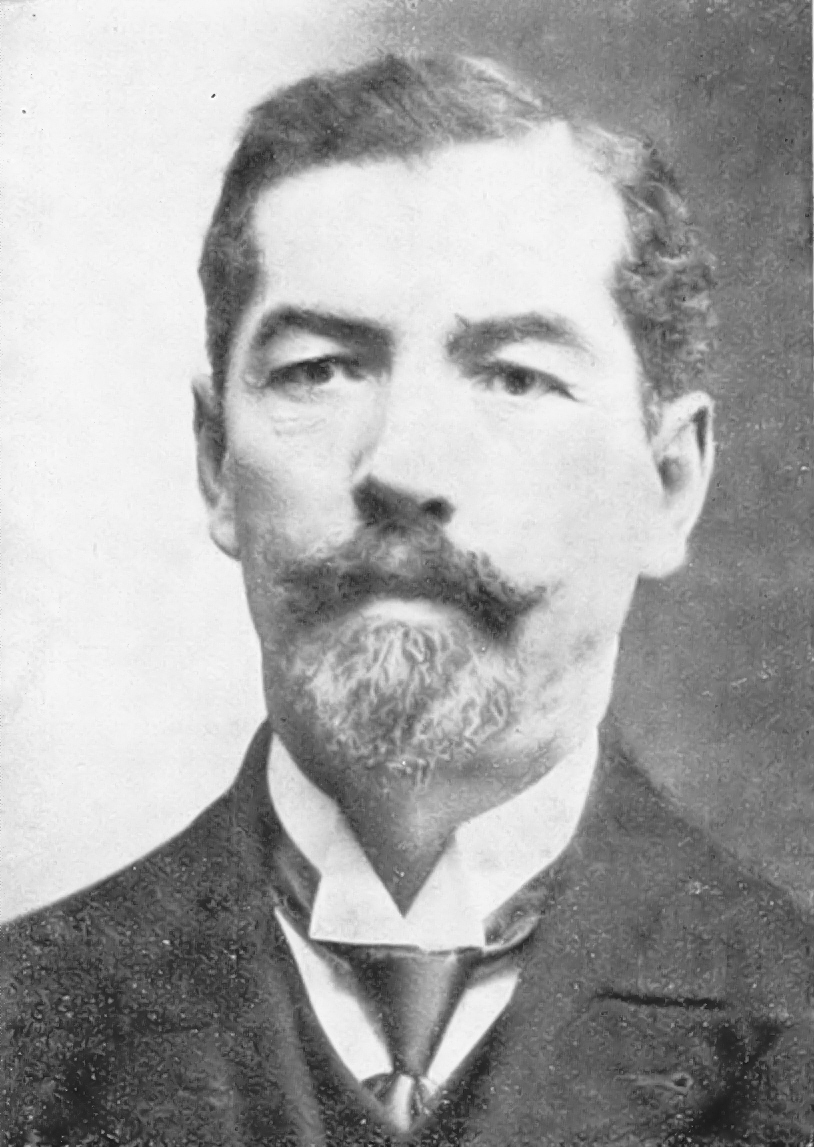
În 1908, Sava Athanasiu a identificat la Cleja, cinerite.

Aria protejată se află în partea sud-vestică a județului Bacău, pe teritoriul administrativ al comunei Cleja, coordonatele situând-o la sud de satul Cleja și la vest de satul Somușca, în apropiere acestora.
Intercalații de cenuși și gresii andezitice au fost identificate de geologul Sava Athanasiu la Cleja încă din anul 1908, atât la sud de sat cât mai ales la sud-vest de acesta, la nivelul dealului Pătul (cota 414 m, în maghiară Pötul)), situat pe versantul sudic al văii Cleja. În arealul respectiv a fost constituită o rezervație naturală, care a fost declarată arie protejată prin Legea Nr.5 din 6 martie 2000 (privind aprobarea Planului de amenajare a teritoriului național - Secțiunea a III-a - zone protejate).
Sub vârful dealului, numit de comunitatea locală de ceangăi Táltos sau Esztenka (în limba română Stânca), se află un izvor, care, conform opiniei scriitorului Attila Sántha⁠(hu)[traduceți] poate fi asociat cu o legenda veche întâlnită la ceangăii din Moldova, despre o fântână parfumată.
Conform celor relatate de András Duma-István, vârful dealului ar fi fost întotdeauna golaș, în timp ce mai jos de vârf ar fi existat o pădure de mesteceni, tăiată de către oameni și înlocuită cu culturi de viță de vie, pomi fructiferi, grâu și ovăz, iar mai târziu și de porumb. În partea de sus spre vârf se aflau stâne, care treptat după anii 1960 au dispărut.

## Caracteristici geologice
Suprafața actuală a zonei încadrată ca rezervație este de 0,10 hectare. Localizată în aria podișului piemontan situat la est de Subcarpații Moldovei, rezervația prezintă cinerite andezitice și fragmente mari de andezite intercalate în sedimente meoțiene. Ele constituie depozite sedimentare piroclastice de cenușă vulcanică cimentată de culoare cenușie mai rezistente la eroziune decât stratele vecine, fiind expuse la zi sub vârful Pătul.[A]
Dezvoltarea stratelor de cenuși andezitice începe din partea mijlocie a dealului, sub formă de bancuri groase cenușii-albăstrui andezitice în general moi, intercalate cu straturi nisipoase sau marnoase și continuă în partea superioară a acestuia până la vârf pentru a forma povârnișul stâncos, cale de 40-50 de m înălțime, într-un strat cenușiu bine cimentat, aproape masiv. Straturile din partea mijlocie a dealului ies în evidență într-o mică terasă situată sub vârful acestuia. Un strat subțire de pământ, suport al stratului vegetal, acoperă suprafața dealului.
În structura cenușilor andezitice de la Cleja intră fragmente alterate de feldspați sub forma unor granule albicioase în masa rocii, piroxen și mai ales magnetit.

Detalii ale dealului Pătul dintre Somușca și Cleja, Bacău
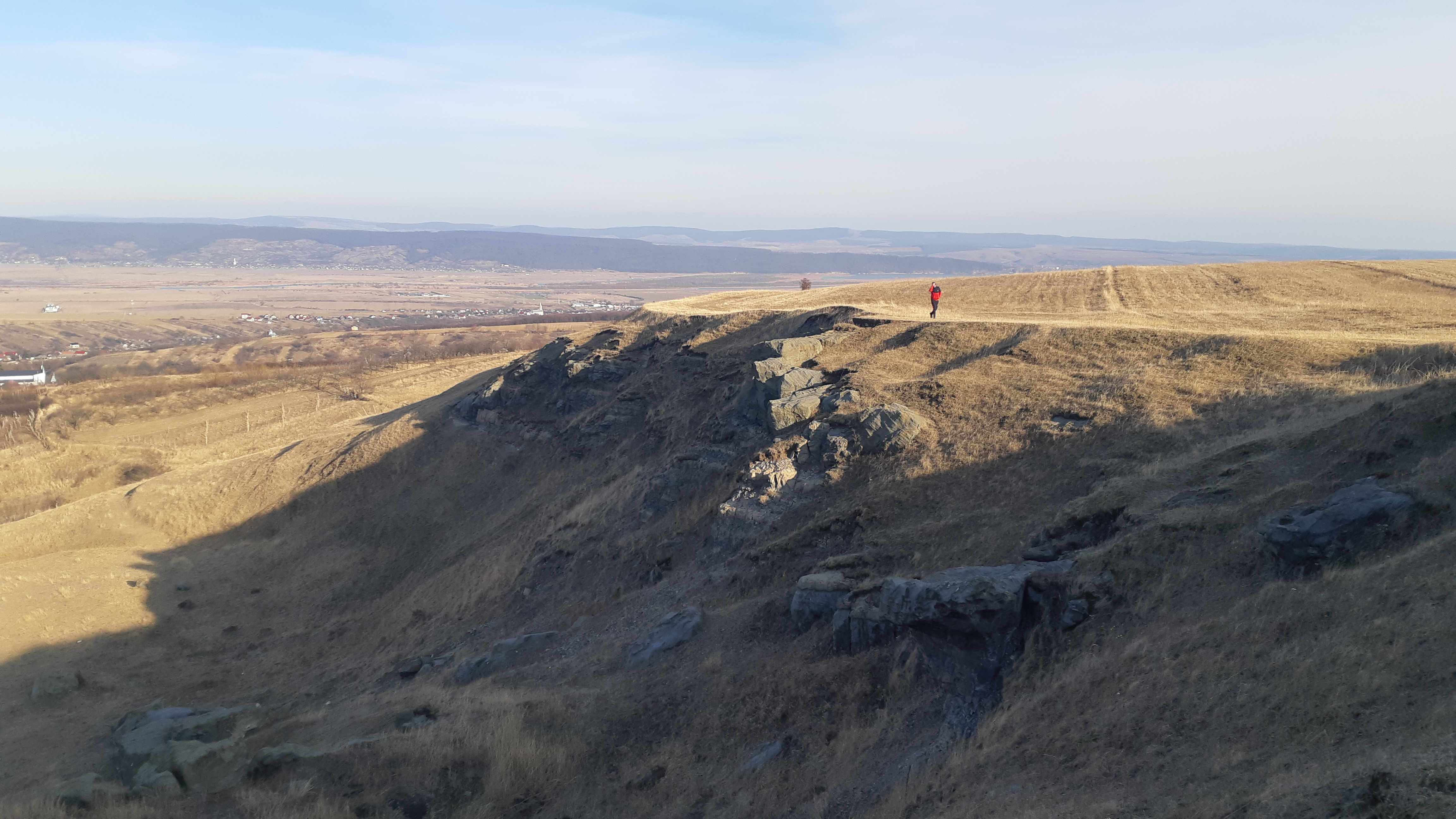
Stratele cineritice de Nuțasca-Ruseni expuse prin eroziune.
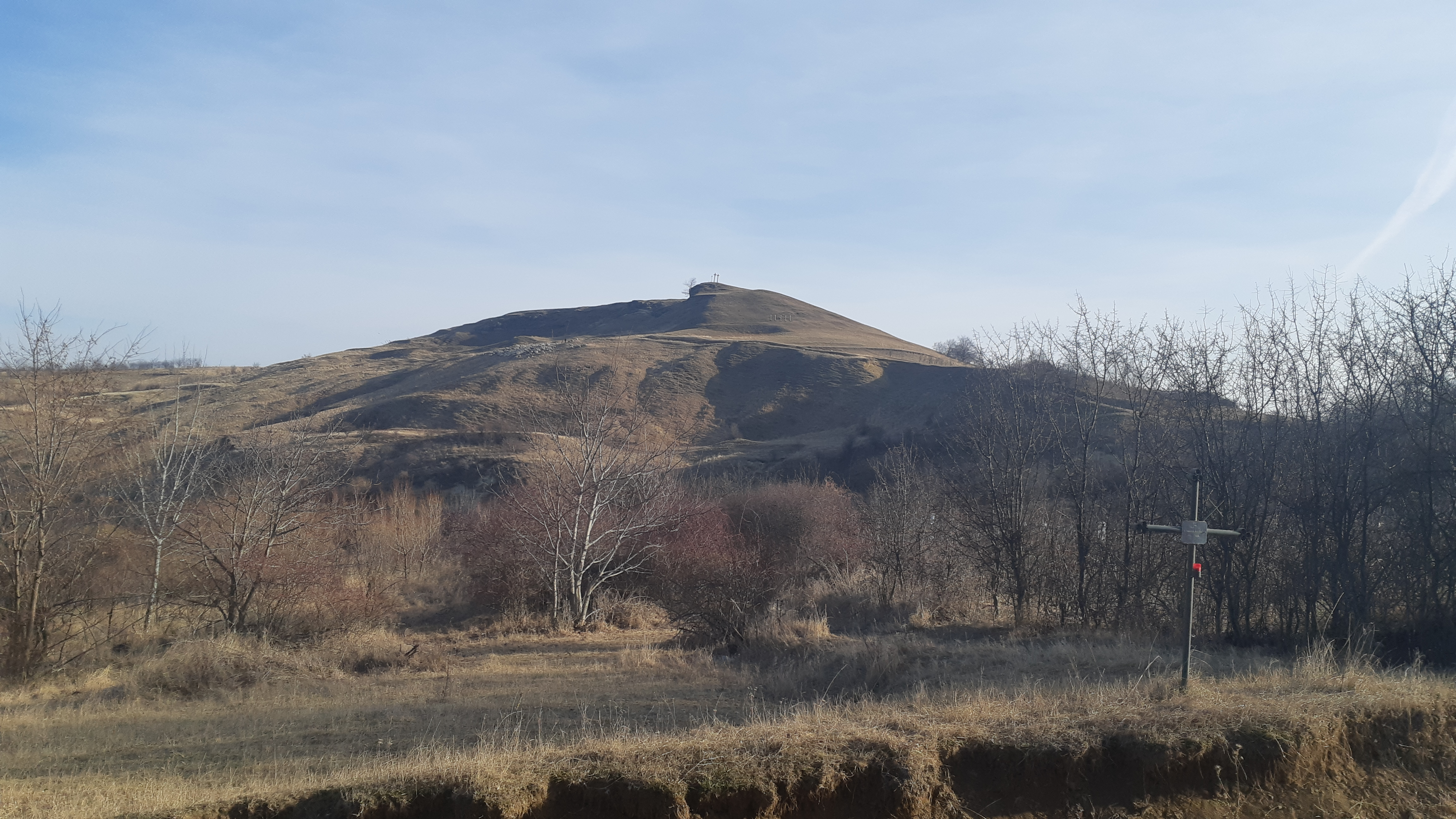
Urcând dinspre Cleja pe Calea Sfintei Cruci, se vede vârful dealului (punct terminus al Căii).
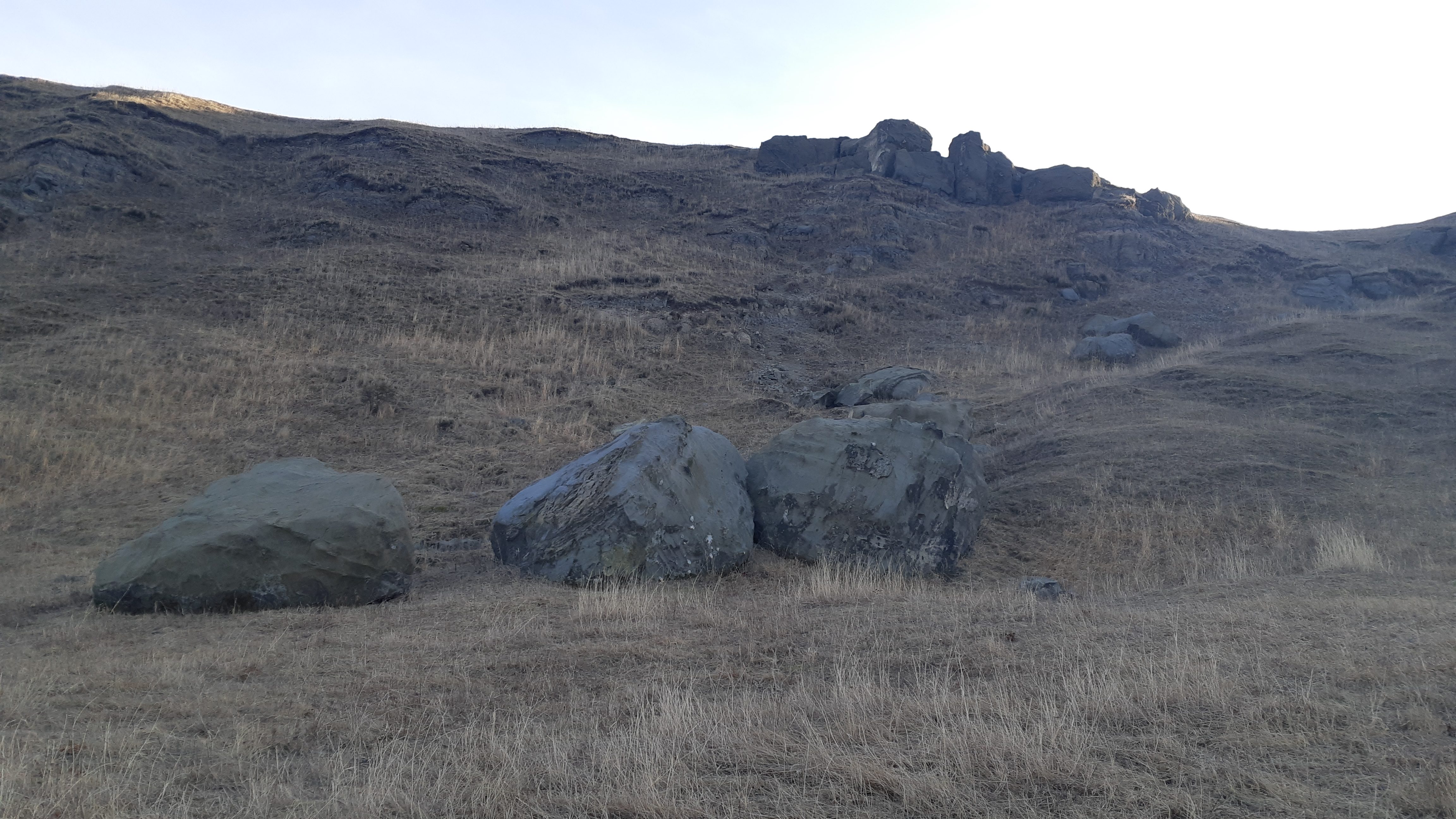
Orizont cu tufuri.

Cineritele andezitice, numite cinerite de Nuțasca-Ruseni, formează un orizont reper ușor de urmărit și sunt atribuite primului etaj (inferior) al pliocenului de pe teritoriul românesc (meoțian), fiind formate din trei bancuri andezitice separate de nisipuri și marne argiloase. Ele se găsesc atât în zona de molasă, cât și la nivelul depozitelor sedimentate peste nivelul Platformei Moldovenești, sau Platformei Scitice.
Materialul piroclastic are ca origine vulcanismul de pe latura vestică a Carpaților Orientali. Unii autori însă nu exclud posibilitatea originii în manifestări vulcanice extracarpatice, asociate fracturilor crustale scitice din timpul orogenezei stirice. Este de remarcat astfel că dacă cenușile din zonă ar fi putut fi transportate de vânt cale de aproximativ 100 de km distanță de rama vulcanică din partea internă a arcului carpatic (din Munții Harghitei și Baraolt), mai cu seamă din colțul sud-estic al Transilvaniei, originea fragmentelor de lavă andezitică nu poate fi explicată prin aceasta sau printr-un eventual transport de către ape, cu atât mai mult cu cât în Pliocenul inferior, Bazinul Dacic nu mai comunica cu Bazinul Transilvaniei, culmea carpatică fiind deja ridicată și fragmentele de lavă andezitică lipsind din terasele râurilor.
Pe cineritele de Nuțasca-Ruseni se dezvoltă atât platouri structurale, cât și relief de cuestă.
Aceleași cenuși și roci andezitice se întâlnesc și spre sud, în dealurile situate între văile Cleja și Răcăciuni, iar cineritele meoțiene, rezistente, se impun la Răcăciuni spre sud-est ca relief, prin păstrarea unor promontorii laterale, ce determină la nivelul luncii Siretului apariția unei îngustări de 2 km (Poarta Răcătău - Răcăciuni).

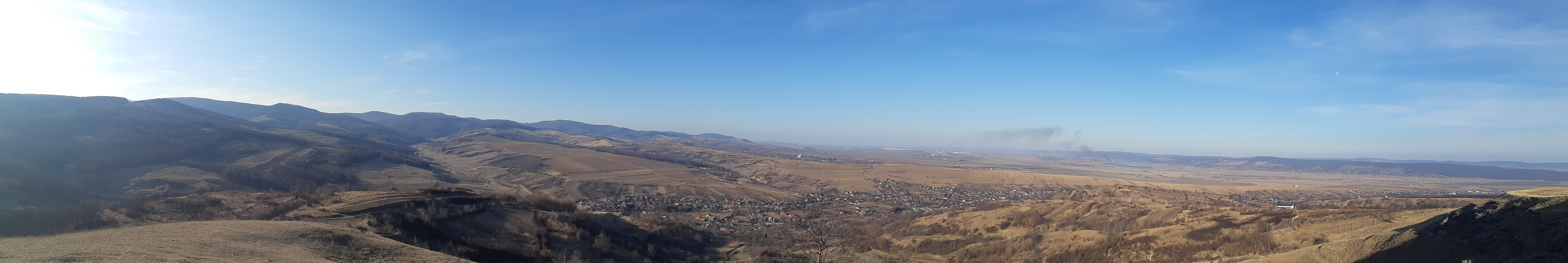
Panoramă de la vest la sud-est din vârful dealului Pătul dintre Somușca și Cleja, Bacău. De la stânga la dreapta: Culmea Pietricica, podișul piemontan de la poalele acesteia, Culoarul Siretului, relieful de cuestă al Colinelor Tutovei. În prim-plan comuna Cleja, în planul mijlociu comuna Faraoani și în plan îndepăratat Bacăul.

## Semnificații culturale

### Calea Sfintei Cruci

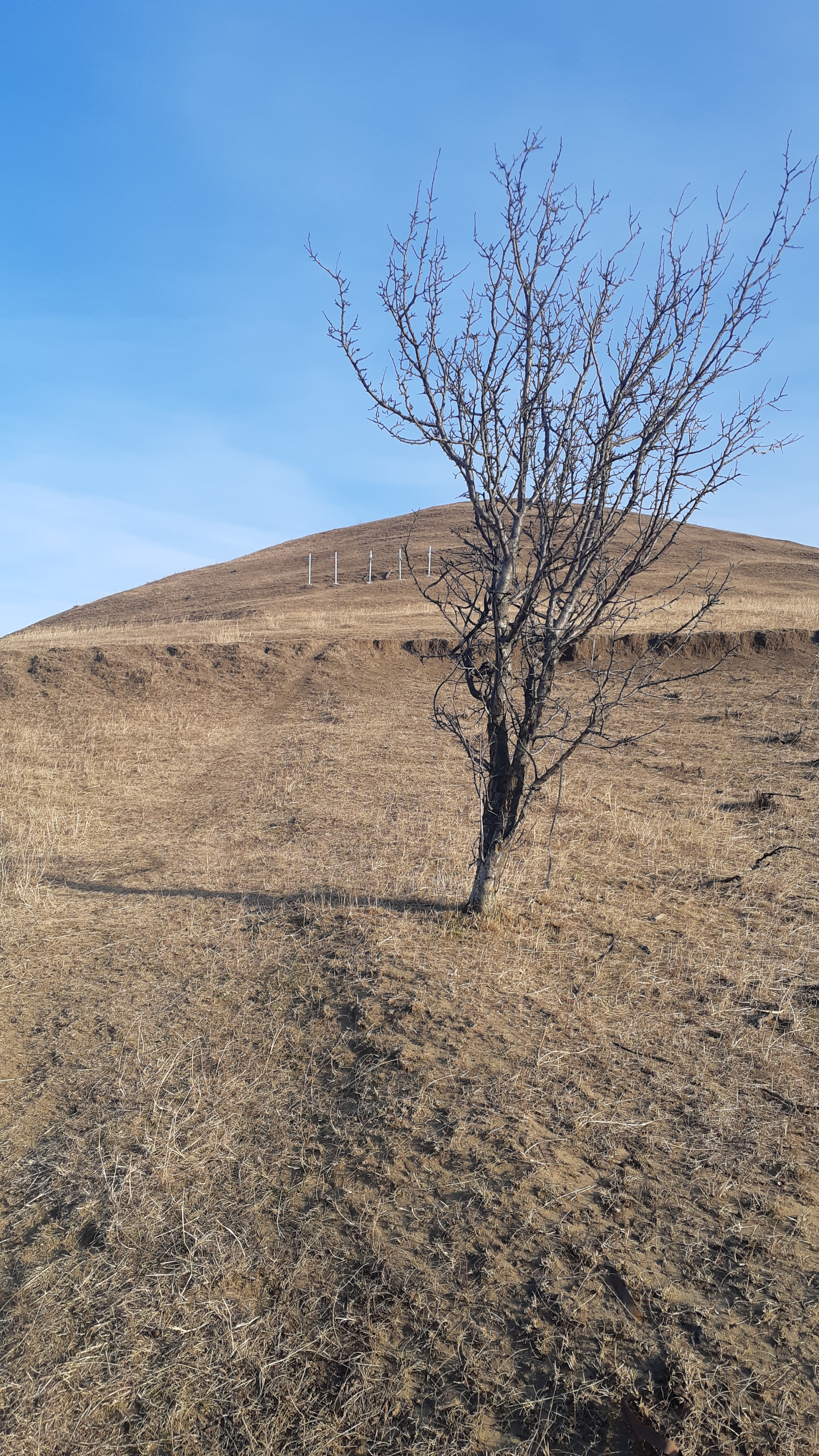
În urcare spre vârf pe Calea Sfintei Cruci, se întrezărește una dintre stațiile acesteia (grupul de 5 cruci din planul secund).

Din satul Cleja până spre vârful dealului Táltos se întinde o Cale a Sfintei Cruci, care trece peste Dealul Oldal (în română Dealul Crucii).[A] Stațiile căii sunt pe partea stângă cum se parcurge aceasta dinspre sat, spre vârful stâncii.

### Legenda fântânii parfumate
În lucrarea de 12 volume a lui Zoltán Magyar A magyar történeti mondák katalógusa című (2018), ce cuprinde legende istorice maghiare, este inclusă și legenda ceangăiască a fântânii înmiresmate, care mai este întâlnită doar izolat la ceangăii ghimeșeni. Variantele din Moldova amintite sunt A rózsaillatú kút („Fântâna cu parfum de trandafiri”) din Galbeni (denumire în maghiară Trunki) și Illatozó szentkút („Fântâna sfântă și parfumată”). Într-un articol din octombrie 2020, scriitorul Attila Sántha⁠(hu)[traduceți] a argumentat care sunt motivele după care conform opiniei sale, izvorul de sub vârful dealului Táltos este cel care corespunde legendei:
1. astfel geograful Zakariya al-Qazwini⁠(en)[traduceți], mort în 1283, în cartea sa cosmografică Minunile creaturilor și ciudățeniile ființelor⁠(en)[traduceți] a amintit că în țara Basgirt (sau Țara Turcilor)[B] există o fântână parfumată care izvorăște dintr-o iurtă de piatră aflată pe vârful unui munte:[7]„Bagna (412), un loc în țara turcilor unde este un munte în vârful căruia se află o iurtă de piatră, în iurtă este un izvor din care țâșnește apă, în spatele iurtei este o fereastră prin care iese apa afară, iar din iurtă curge în jos pe munte și de pe munte în câmpie.”[7]
2. o altă legendă culeasă de András Duma-István, care nu a fost consemnată și de Zoltán Magyar, vorbește de un izvor de sub vârful dealului Táltos numit Budinkút, care țâșnește într-o budaie (trunchi scobit) și că în zona acestuia se aprindea flacăra din timpul sărbătorii Farsang, respectiv acolo unde avea lupta dintre regele Osului și regele Fasolei. Izvorul despre care este vorba există în realitate și este cel de deasupra localității Cleja, iar conform lui Duma-István acesta miroase frumos o dată sau de două ori pe an primăvara, după un îngheț. Un izvor cu aceleași proprietăți se găsește sub deal și în zona fostului cătun Tyúkszer din Cleja,[7] situat în partea de sud a satului actual.[20]
3. B Bagna, conform lui Attila Sántha⁠(hu)[traduceți] nu este un loc anume pentru al-Qazwini ci o provincie, fiind probabil că denumirea se referă la teritoriul viitoarei Moldove, la Cleja găsindu-se toate cele trei elemente ale legendei, precum și elementul maghiar. Astfel, geograful arab Al-Masudi (896-956) a scris anume despre zona locuită de maghiari:[7]„În vecinătatea khazarilor și alanilor, pe câmpiile dinspre vest trăiesc patru neamuri turcești, care se trag din același strămoș [...] Numele primului dintre acestea este y.g.ni (sau bagni după alte surse, n.r.[7] ori bajna).[21] Alături trăiește un alt popor: baggird[7] (ori bajkord),[21] iar lângă el locuiește neamul baganak[7] (ori bajinak)[21] [...] În vecinătatea acestuia din urmă se află poporul nükarda[7] (sau nukerodah).”[21]
4. numele poporului baggird (bașkiri) are corespondentul bozgor în limba română, iar în ce privește neamul baganak, acesta corespunde pecenegilor. Y.g.ni (bagni în alte surse),[C] pot fi asociați cu referirii la Bagna, drept provincie (y.g.ni s-ar putea referi la grupul iașilor, aflați sub stăpânire pecenegă în jurul anului 920).[7]